# Chernes nigrimanus
Espèce
Synonymes
- Chernes montigenus nigrimanus Ellingsen, 1897

Chernes nigrimanus est une espèce de pseudoscorpions de la famille des Chernetidae.

## Distribution
Cette espèce se rencontre en Norvège, en Finlande, en Suède, en Allemagne, en Pologne, en Tchéquie et en Autriche.

## Publication originale
- Ellingsen, 1897 : Norske Pseudoscorpioner. Forhandlinger i Videnskabsselskabet i Kristiania, vol. 1896, p. 1-21.